# Leptotarsus (Tanypremna) elegantior
Leptotarsus (Tanypremna) elegantior is een tweevleugelige uit de familie langpootmuggen (Tipulidae). De soort komt voor in het Neotropisch gebied.